# Tiendschuur

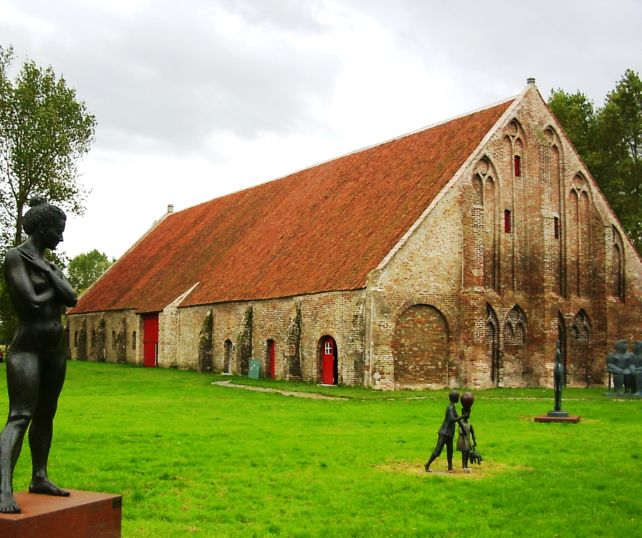
Tiendschuur van de abdij Ter Doest

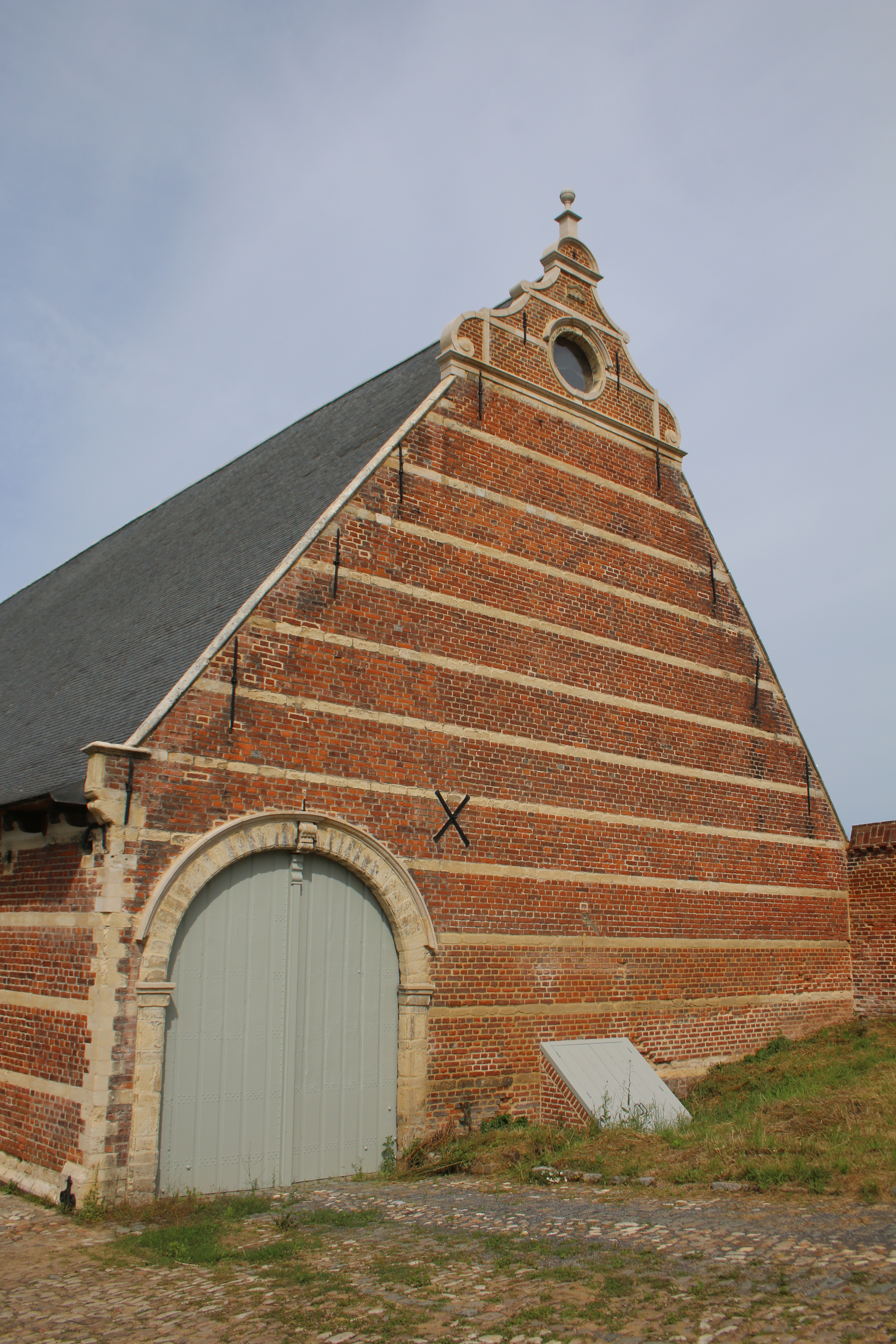
Tiendschuur van de abdij van Park

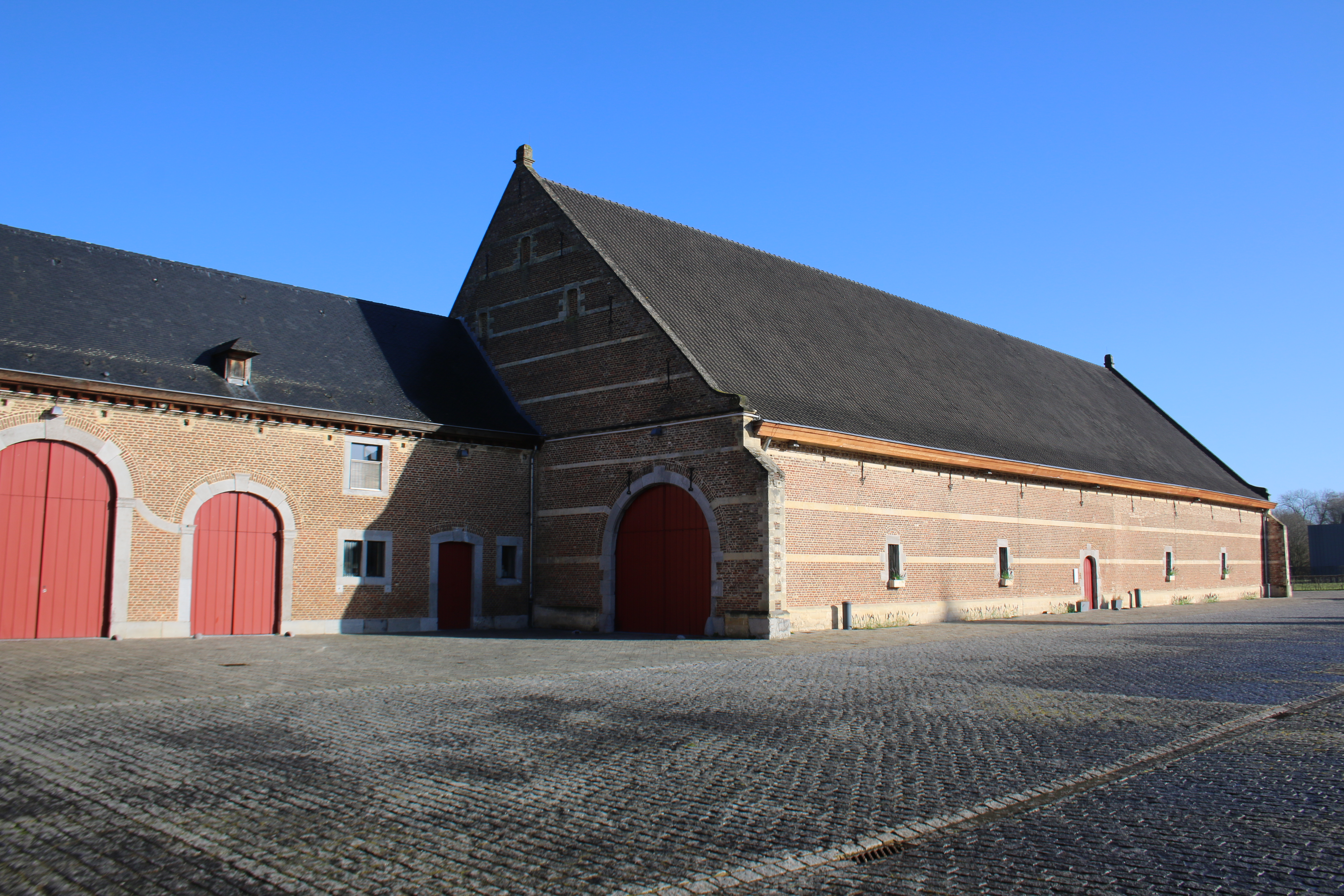
Tiendschuur van de abdij van Herkenrode

Een tiendschuur of tiendenschuur is het gebouw waarin tijdens de middeleeuwen en het ancien régime de belasting van pachters en boeren aan een kasteelheer of een klooster werd opgeslagen. Vaak ging het daarbij om de pachtsom in natura. De pachtsom kon zijn een tevoren vastgesteld aantal schoven of een deel van de oogst. Daarnaast waren veel boeren verplicht tot het betalen van tienden. Ze moesten een tiende deel van de oogst afdragen, oorspronkelijk aan kerkelijke instellingen, later aan particulieren die kerkelijke rechten hadden gekocht.
Een tiendschuur is in veel gevallen een kloosterschuur die oorspronkelijk door het landbouwbedrijf van een klooster en zijn uithoven werd gebruikt. De Latijnse naam grangium voor kloosterboerderij is indirect afgeleid van het woord granarium (graanpakhuis).
De middeleeuwse schuur is vanaf de twaalfde eeuw ontstaan op kloosterboerderijen, kroondomeinen en adellijke landgoederen. Voorlopers waren de middeleeuwse ontvangstzaal, het prehistorische woonstalhuis en het Romeinse graanpakhuis.
Enkele tiendschuren zijn goed bewaard of gerestaureerd:
- De Landcommanderij Alden Biesen van de Duitse Orde bij Bilzen. De grote gerestaureerde tiendschuur maakt nu deel uit van het congres- en ontmoetingscentrum.
- De Abdij Ter Doest in Lissewege bij Brugge. De laat-veertiende-eeuwse tiendschuur is het enige deel van de abdij dat nog resteert.
- Tiendschuur Herkenrode in de deelgemeente Kuringen van Hasselt, België.
- Het Kasteel Holtmühle in Tegelen. In de gerenoveerde tiendschuur zijn nu het Towana Bezoekerscentrum en Keramiekcentrum Tiendschuur Tegelen gevestigd.
- Kasteel Horn in Limburg.
- In Moregem bevindt de tiendschuur zich op het domein van de vroegere pastorij.
- In Panheel (Nederlands Limburg) bevond zich tot april 2008 de tiendschuur Heggerhof. Dit gebouw is door vrijwilligers zorgvuldig afgebroken en wordt binnen enkele jaren weer opgebouwd in het Limburgs Openluchtmuseum Eynderhoof in Nederweert-Eind.
- Tiendenschuur te Tessenderlo.
- Abdij van Tongerlo in Tongerlo, België.